# Opisthosyllis nuchalis
Opisthosyllis nuchalis är en ringmaskart som beskrevs av Addison Emery Verrill 1900. Opisthosyllis nuchalis ingår i släktet Opisthosyllis och familjen Syllidae. Utöver nominatformen finns också underarten O. n. gularis.